# Mustasaari (ö i Finland, Södra Savolax, S:t Michel, lat 61,85, long 26,98)
Mustasaari är en ö i Finland. Den ligger i sjön Pesäjärvi och i kommunen Sankt Michel i den ekonomiska regionen  S:t Michel och landskapet Södra Savolax, i den södra delen av landet, 210 km nordost om huvudstaden Helsingfors. Öns area är 0,6 hektar och dess största längd är 120 meter i nord-sydlig riktning.